# Сара бинт Ахмед ас-Судайри
Сара бинт Ахмед (Кабир) ибн Мухаммед ас-Судайри (араб. سارة بنت أحمد (الكبير) بن محمد السديري‎; ум. 1910) — одна из жён последнего эмира Неджда Абдуррахмана ибн Фейсала и мать Абдул-Азиза или Ибн Сауда, основателя современной Саудовской Аравии.

## Биография
Сара бинт Ахмед происходила из семьи Ас-Судайри, влиятельного рода в племени давасир, расселившегося в Эль-Гате, городе-оазисе, расположенном в центральной Аравии почти в 250 километрах к северо-западу от Эр-Рияда.
Матерью Сары была Хесса бинт Муханна ибн Салех ан-Нувайран, а отцом — Ахмед ибн Мухаммад ибн Турки ибн Сулейман ас-Судайри, прозванного Ахмедом Аль Кабиром (Великим). Фейсал ибн Турки, эмир второго Саудовского государства, назначал его в различные регионы в качестве администратора, включая и Эль-Хасу, где родилась Сара. Он также исполнял возложенные на него обязательства в Эль-Гате и Эль-Бурайми, умер он в 1860 году.
У Сары было шесть братьев: Мухаммад, Турки, Абдул Мохсен, Абдулазиз, Саад и Абдул Рахман, и две сестры, Фалва, которая вышла замуж за Мухаммада ибн Фейсала ибн Турки, и Нура, ставшей супругой Джилуви ибн Турки ибн Абдуллы. Нура бинт Ахмед приходится бабушкой по отцовской линии Аль-Джавхаре бинт Мусаид аль-Джилуви, матери саудовского короля Халида и принца Мухаммеда.
Абдулла ибн Хамад бин Абдул Джаббар, первый муж Сары, умер, детей у них не было. Затем она вышла замуж за Абдуррахмана ибн Фейсала. Детьми от этого брака были Фейсал, Нура, Абдулазиз, Базза, Хайя и Саад. Она сопровождала своего мужа и детей, когда их семья была вынуждена покинуть Эр-Рияд.
Сара отличалась высоким ростом, как и её сын Абдулазиз. Она умерла в Эр-Рияде в конце 1910 года, но согласно одному из свидетельств это произошло в 1908 году. Сара была похоронена на кладбище Эль-Уд в Эр-Рияде.